# Muracharachi
Muracharachi är en ort i Mexiko.   Den ligger i kommunen Guachochi och delstaten Chihuahua, i den nordvästra delen av landet, 1 200 km nordväst om huvudstaden Mexico City. Muracharachi ligger 2 113 meter över havet och antalet invånare är 113.
Terrängen runt Muracharachi är platt åt sydväst, men åt nordost är den kuperad. Muracharachi ligger nere i en dal. Runt Muracharachi är det mycket glesbefolkat, med 2 invånare per kvadratkilometer. Närmaste större samhälle är Bajío de Cuechi, 9,5 km sydväst om Muracharachi. Omgivningarna runt Muracharachi är i huvudsak ett öppet busklandskap.